# مستشفى باليكلي اليوناني
مستشفى باليكلي اليوناني (بالتركيّة: Balıklı Rum Hastanesi) هي مؤسسة رعاية صحية يقع في حي باليكلي، في منطقة زيتون بورنو، إسطنبول. وقد تأسسس المستشفى في القرن الثامن عشر وما يزال يواصل خدماته والذي يدار من قبل الجالية اليونانية من تركيا، وتحت إشراف بطريركية القسطنطينية المسكونية.

## تاريخ
تم تأسيس مستشفى باليكلي اليوناني أصلاً باسم مستشفى ييديكولي وذلك من خلال مرسوم الحكومة العثمانية في 1753. وقد تم بناء المستشفى برعاية اتحاد البقالون اليوناني. وكان الهدف المباشر من بناء المستشفى للمساعدة في علاج الأوبئة والأمراض الشائعة التي تؤثر على وجه التحديد المجتمع اليوناني في القسطنطينية. تعرض المستشفى لحريق عام 1790 ما أدى إلى تدمير المبنى تمامًا. أعيد بناء المستشفى في عام 1793 تحت رعاية البطريرك نيوفتس الثامن (حكم بين 1891-1894).
وبحلول نهاية القرن الثامن عشر، كان المجتمع اليوناني في القسطنطينية يملك ثلاثة مستشفيات. وكان لجميع هذه المستشفيات الثلاثة دساتير خاصة بها، ولكنها كانت وضعت كلها تحت إشراف البطريرك المسكوني، الذي كان مسؤولاً عن ترشيح مجالس إدارة المستشفيات. في عام 1852، من خلال رعاية البطريرك كيرلس السادس، إنشاء مستشفى باليكلي ودار للأيتام. كما يضم المستشفى كنيسة، والذي لا يخدم فقط المرضى من طائفة الروم الأرثوذكس بل يخدم من جميع الأديان. خلال أعمال الشغب عام 1955، تلقى المستشفى العديد من المرضى، الذين كانوا يعانون من الصدمات النفسية، والاغتصاب، والاعتداء الجسدي. تم ترميم المستشفى في عام 1991 وفي عام 1994 تأسست أول عيادة خاصة لعلاج الكحول وتعاطي المخدرات في تركيا.

## اليوم
اليوم، يواصل مستشفى باليكلي اليوناني تلبية احتياجات الجمهور في إسطنبول. في عام 2011، وكان المستشفى يضم تسعة وثلاثون طبيبًا وثمانية وتسعون ممرضًا وغيرهم من المساعدين والموظفين، والذي تصل أعدادهم 440 موظف في المجموع.